# Camelia Popa Caracaleanu

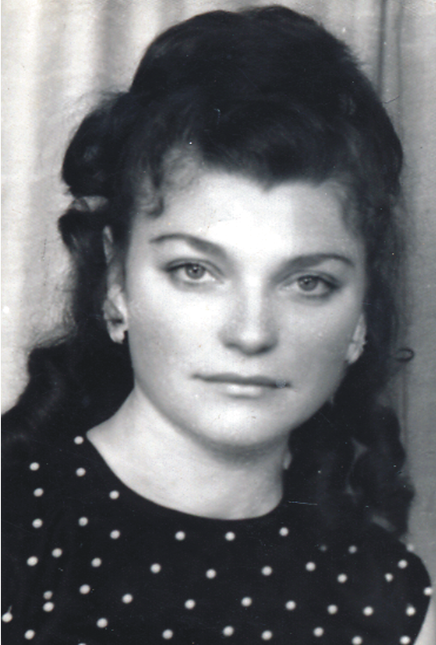
Camelia Popa Caracaleanu - portret absolvire promoția 1978, Liceul de fizica-matematica Turnu Măgurele

Camelia Popa Caracaleanu (n.  ?) este o poetă, eseistă și pictoriță română.

## Biografie
Camelia Popa Caracaleanu, poetă, eseistă, pictoriță, născută la 14 noiembrie 1948, în Turnu Măgurele, soția medicului Traian Caracaleanu, mamă a doi fii, Cristian și Sorin, doctoranzi în Pedagogie sportivă, are o amplă activitate didactică și editorială, însumând 35 de volume, publicate atât în țară cât și în străinătate (Japonia,Spania,) etc.
Absolventă a Liceului teoretic Unirea din Turnu Măgurele și a Facultății de Filologie a Universității București, (1974), promovează,cu diplomă de licență și cursurile postuniversitare ale Facultății de Informatică (2008).
Profesoară titulară de Limba și literatura română și Director adjunct la Liceul teoretic Unirea din Turnu Măgurele și la Liceul teoretic „A.I. Cuza” din Alexandria, județul Teleorman, este deținătoarea Gradului didactic I, cu media 10 și a titlului științific de Doctor în Filologie al Universității București (2000).
Membră titulară a Uniunii Scriitorilor din România, (2000). Cetățean de onoare – centenar-al Municipiului Alexandria, (2018), a fost decorată de Președintele României, prin Decretul(1089/2004), cu medalia Meritul pentru Învățământ și premiată de Ministrul Învățământului, prin Ordinul (2618/2007), cu Diploma de Excelență Spiru Haret.
Membră titulară a Societății culturale „Spiru Haret”, București ,2008.
Reprezintă România la Ambasadele din:
- Olanda  , 2002 , Haga  (,,Floare de colț’’ și,,Constelația lirei’’).
- Suedia  , 2002 , Stockholm ,  (,,Reverie’’).

Figurează ,ca poetă  ,în baza de date a
- Ministerului Culturii din  Republica  Moldova, în ,,Enciclopedia scriitorilor români contemporani de pretutindeni’’ și în ,,Antologia Poeziei românesti din mileniul III’’, ambele realizate sub coordonarea Academicianului Mihai Cimpoi, Chișinău ,Republica  Moldova,2019-2020.

Reportaj de Televiziune ,,Camelia Popa Caracaleanu- O viață în slujba cărții și a învățăturii’’ TVR Cultural, 2008 si TVR Moldova, 2009.

## Activitate
Activitatea didactică este apreciată în:
- "Tribuna Învățământului";

- "30 de ani dedicați învățământului și culturii românești";
- "Calitatea în învățământ nu este o simplă utopie", precum și în cotidianul Teleormanul: "Un talent polivalent", "Gânduri pentru Doamna profesoară" sau "Portret de dascăl".

A desfășurat o bogată activitate științifică:
- Teza de doctorat "Transfigurarea fondului folcloric în opera lui Gala Galaction", este o lucrare de amplă cercetare științifică, realizată sub coordonarea Universității București și a Academiei Române;
- Eseul: "Proza lui Sergiu Dan";
- Compendiu de literatură: "Modalități de tratare a subiectelor de bacalaureat și admitere în învățământul superior";
- Cărți de gramatică: "Teste grilă de gramatică pentru bacalaureat și admitere în învățământul superior", "O GRAMATICǍ A LIMBII ROMÂNE", coautori, profesorii Sorin Gabriel și Cristian Mihai Caracaleanu.

Ca poetă, colaborează la :
- Contemporanul;
- Argeșul literar;
- Luceafărul;
- Caligraf, etc.

Cărți de poezie:
- ,,Albastrele ninsori’’;
- ,,Cuib de lumină’’;
- ,,Pulberi de stele’’;
- ,,Miracol’’;
- ,,Lumină în amurg’’;
- ,,Lacrimi de stea’’;
- ,,Constelația lirei’’;
- ,,Iluminări’’;
- ,,Cu stelele-n palmă’’;
- ,,Preludii’’;
- ,,Floare de colț’’;
- ,,Reverie’’;
- ,,Armonii selenare’’;
- ,,Sub aripa timpului’’;
- ,,Florile gândului’’;
- ,,Flautul amurgului’’;
- ,,Peregrin prin Univers’’;
- ,,Rapsodii’’;
- ,,Simfonii’’;
- ,,Remember’’;
- ,,Incantații’’;
- ,,Arcade’’;
- ,,Șoptirile toamnei’’;
- ,,Arpegii’’;
- ,,Arcașul timpului’’;
- ,,La porțile luminii’’;
- ,,Torente’’,  ,,Les Torrents’’,  ,,The Torrents’’, majoritatea fiind lansate la Târgul național de carte „Gaudeamus” și apreciate la Ambasadele din Suedia și Olanda

Este înregistrată ca poetă, în baza de date a Ministerului Culturii din Japonia, unde publică, în 2005, la SAPPORO, volumul de versuri "Sub aripa timpului" și a Ministerului Culturii din Spania, unde editează, în 2007, la Madrid, cartea de  poezii Albastrele ninsori.
Este prezentă, ca poetă, în antologii și dicționare literare ca: "Antologia scriitorilor teleormăneni în viață", de Alexandru Stănescu, "Vocația scrisului în Teleorman", de Dumitru Vasile Delceanu, "Dicționarul scriitorilor și publici oștilor teleormăneni", de Stan V.Cristea și în ambele ediții ale "Dicționarului General al Literaturii Române", vol.V, P/R,realizat de Academia Română.
Creația literară a fost apreciată de personalități ale culturii române, precum: Academicienii Gabriel Țepelea, Augustin Z.N.Pop, Eugen Simion și Poetele: Constanța Buzea, Victoria Ana Tăușan, toți membri ai Uniunii Scriitorilor din România.
Ca pictoriță este creatoarea a 20 de tablouri în ulei, majoritatea peisaje și icoane, cu care a participat la numeroase ediții ale Salonului artistului plastic amator, organizate atât la nivel local, cât și la nivel național.